# 張昊辰
張昊辰（1990年6月3日—），中國鋼琴家，曾获2009年第十三屆范·克萊本國際鋼琴比賽第一名。

## 生平
1990年出生于中國上海，曾就读于上海音乐学院附小，11岁时考取了深圳艺术学校，师从但昭义教授。2005年3月，15岁的张昊辰获得全额奖学金进入柯蒂斯音乐学院，跟随郎朗和王羽佳的老师、著名钢琴教育家加里·格拉夫曼学习。
张昊辰先后获得过2002年柴可夫斯基国际青少年音乐比赛钢琴组第一名、2007年第四届中国国际钢琴比赛第一名、2009年第十三屆范·克萊本國際鋼琴比賽冠军（与日本鋼琴家辻井伸行并列）、2017年艾弗里·费舍职业大奖等奖项。
近年來，張昊辰頻繁與北美、歐洲、澳洲和中國等地知名交響樂團合作，例如费城交响乐团、旧金山交响乐团、慕尼黑爱乐乐团、北德广播交响乐团、伦敦交响乐团、以色列爱乐乐团、悉尼交响乐团、日本爱乐交响乐团、新加坡交响乐团、中国国家交响乐团、上海交响乐团、香港管弦乐团等等。2014年7月的逍遥音乐会上，余隆带领中国爱乐乐团与张昊辰合作表演了李斯特第一钢琴协奏曲，成为第一个在逍遥音乐会登台的中国乐团。

## 唱片作品
| 年份 | 唱片                                                                          | 出版商          |
| ---- | ----------------------------------------------------------------------------- | --------------- |
| 2022 | Beethoven: The 5 Piano Concertos                                              | BIS唱片         |
| 2019 | Tchaikovsky, Prokofiev: Piano Concertos                                       | BIS唱片         |
| 2017 | Schumann, Liszt, Janácek, Brahms                                              | BIS唱片         |
| 2009 | 13th Van Cliburn International Piano Competition                              | 和谐世界唱片    |
| 2009 | 2009 Van Cliburn International Piano Competition: Final Round - Haochen Zhang | 范·克莱本基金会 |

## 个人生活
张昊辰现居美国费城。他兴趣广泛，热爱阅读历史、文学、剧本和诗歌等等。